# 한재운
한재운(1995년 5월 3일 ~ )은 대한민국의 스타크래프트 II 프로게이머이다. 종족은 프로토스이며, 아이디는 Blaze이다. MVP 소속이다. 이전 아이디는 Panic이다.
2011년 하반기 드래프트에서 SK텔레콤 T1의 5차 지명으로 입단하였다. 2012년 2월 10일 웨이버 공시가 되었고 이후 스타크래프트2 프로게이머로 전향, 2012년 스타테일에 입단하였고 2014년 11월 MVP로 이적하였다. 2017년 12월 4일에 군대에 입대하여 2019년 8월 10일에 병장 만기 전역했다.

## 주요 기록

### 스타크래프트
- 2010년 엘리트 학생복 스쿨리그 준우승

### 스타크래프트 II
- 2014년 조이기어 ESTV컵 시즌1 4강
- 2014년 2014 WCS 코리아 시즌 1 핫식스 글로벌 스타크래프트 II 리그 코드 S 32강
- 2014년 2014 WCS 코리아 시즌 2 핫식스 글로벌 스타크래프트 II 리그 코드 A 48강
- 2014년 2014 WCS 코리아 시즌 3 핫식스 글로벌 스타크래프트 II 리그 코드 A 48강
- 2015년 2015 글로벌 스타크래프트 II 리그 시즌 1 코드 S 32강
- 2015년 2015 스베누 글로벌 스타크래프트 II 리그 시즌 2 코드 S 32강
- 2015년 2015 핫식스 글로벌 스타크래프트 II 리그 시즌 3 코드 A 48강
- 2016년 2016 핫식스 글로벌 스타크래프트 II 리그 시즌 1 코드 A 60강